# Mariko Adachi
Mariko Adachi –en japonés, 足立真梨子, Adachi Mariko– (Hirakata, 21 de julio de 1983) es una deportista japonesa que compitió en triatlón. Ganó una medalla en los Juegos Asiáticos de 2010, y cuatro medallas en el Campeonato Asiático de Triatlón entre los años 2011 y 2015.

## Palmarés internacional
| Juegos Asiáticos    | Juegos Asiáticos           | Juegos Asiáticos  | Juegos Asiáticos |
| Año                 | Lugar                      | Medalla           | Prueba           |
| ------------------- | -------------------------- | ----------------- | ---------------- |
| 2010                | Cantón (China)             | Medalla de oro    | Individual       |
| Campeonato Asiático |                            |                   |                  |
| Año                 | Lugar                      | Medalla           | Prueba           |
| 2011                | Yilan (Taiwán)             | Medalla de bronce | Individual       |
| 2012                | Tateyama (Japón)           | Medalla de oro    | Individual       |
| 2013                | Bahía de Súbic (Filipinas) | Medalla de oro    | Individual       |
| 2015                | Nueva Taipéi (Taiwán)      | Medalla de bronce | Individual       |